# 石狩岳

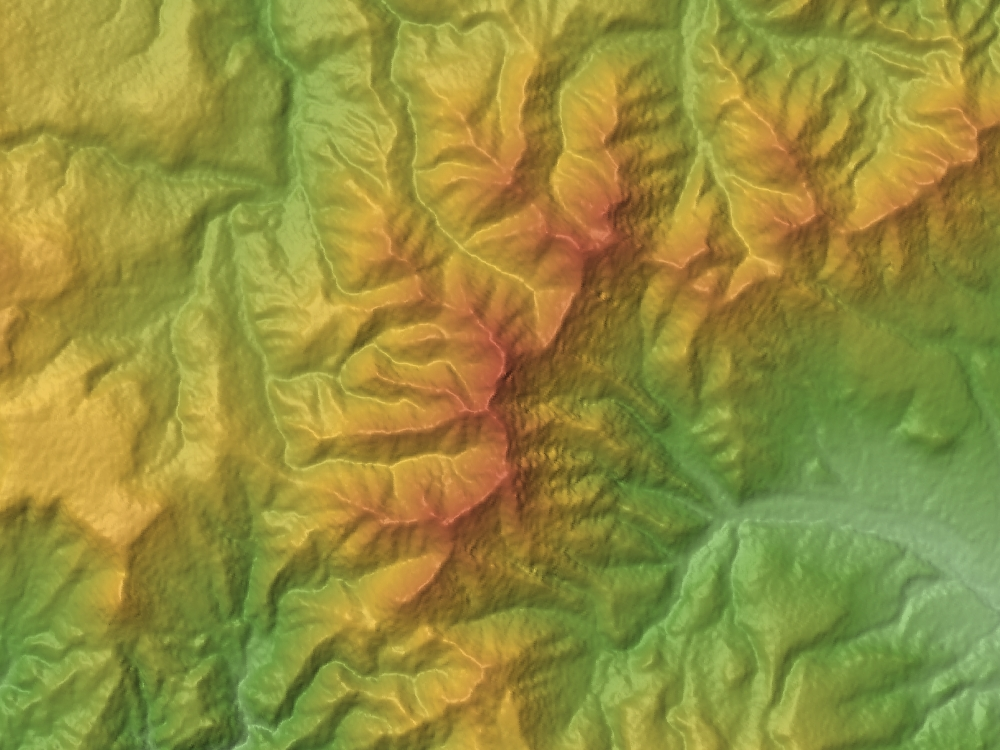
石狩岳の地形図。石狩岳山頂は画像の中心

石狩岳（いしかりだけ）は、北海道中央部、石狩山地にある標高1,967 mの山。山頂は上川町（石狩国）と上士幌町（十勝国）の境にある。名称は石狩川の水源であることから付けられた。大雪山国立公園に属している。

## 地理
稜線は北東-南西方向に伸びている。北東へ辿ると音更山(1,932m)、ユニ石狩岳(1,541m)、三国峠を挟んで三国山(1,541m)と続いており、この稜線は上川町と上士幌町の境をなし、日本海側と太平洋側の分水嶺もなしている。音更山やユニ石狩岳とあわせて石狩連峰と呼ぶ（三国岳を含めることもある）。
なお、石狩岳の山頂については、標識がある地点は1966m地点であり、最高点はこれより稜線の南側にある。
南西へ伸びた稜線はまもなく南へと方向を変え、ニペソツ山(2,013m)、丸山(1,692m)、ウペペサンケ山(1,848m)と続いていく。石狩連峰とこれらの山々は大雪山の東に列をなしていることから、総称して東大雪と呼ばれる。
石狩連峰は日高山脈と同様の褶曲山脈であり火山ではない。森林限界は1,600m程度にあり、その上部はハイマツ帯である。北西斜面に石狩川の、南東斜面に音更川（十勝川の支流）の水源がある。

## 登山
1920年（大正9年）7月に慶應義塾大学山岳会の大島亮吉が石狩沢より登頂、この様子は紀行文「石狩岳より石狩川に沿うて」に記されている。また、1923年（大正12年）には北海道大学の田口鎮雄らが音更川より登頂に成功している。
登山ルートには十国峠より音更山経由で登るコース、西にある沼ノ原山登山口より急峻な尾根づたいに登るコースなどがあるが、下に示すシュナイダーコースが日帰り登山も可能でよく利用されている。
シュナイダーコース
国道273号十勝三股より林道を西に10キロ進み、音更川の枝沢である二十一の沢との出合いに駐車場や簡易トイレが設置された登山口がある。標準的な所要時間は登り5時間30分、下り3時間30分。
石狩岳は上級者向けの山とされていたが、地元登山者によりシュナイダーコースと呼ばれる登山路が開かれたことで所要時間が短縮された。ただしシュナイダーコースも急登や倒木が多い。

## 参考画像

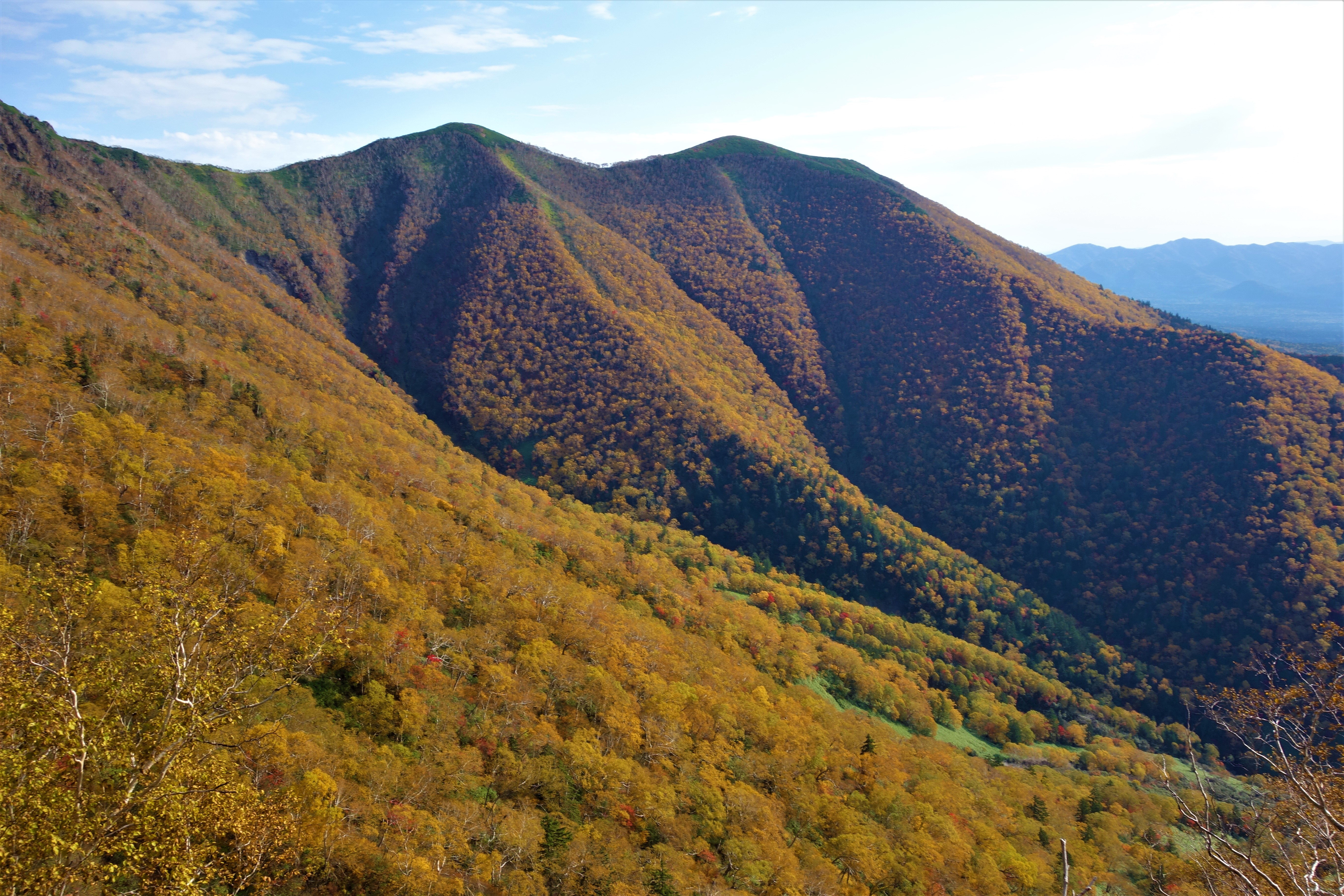
シュナイダーコースの紅葉
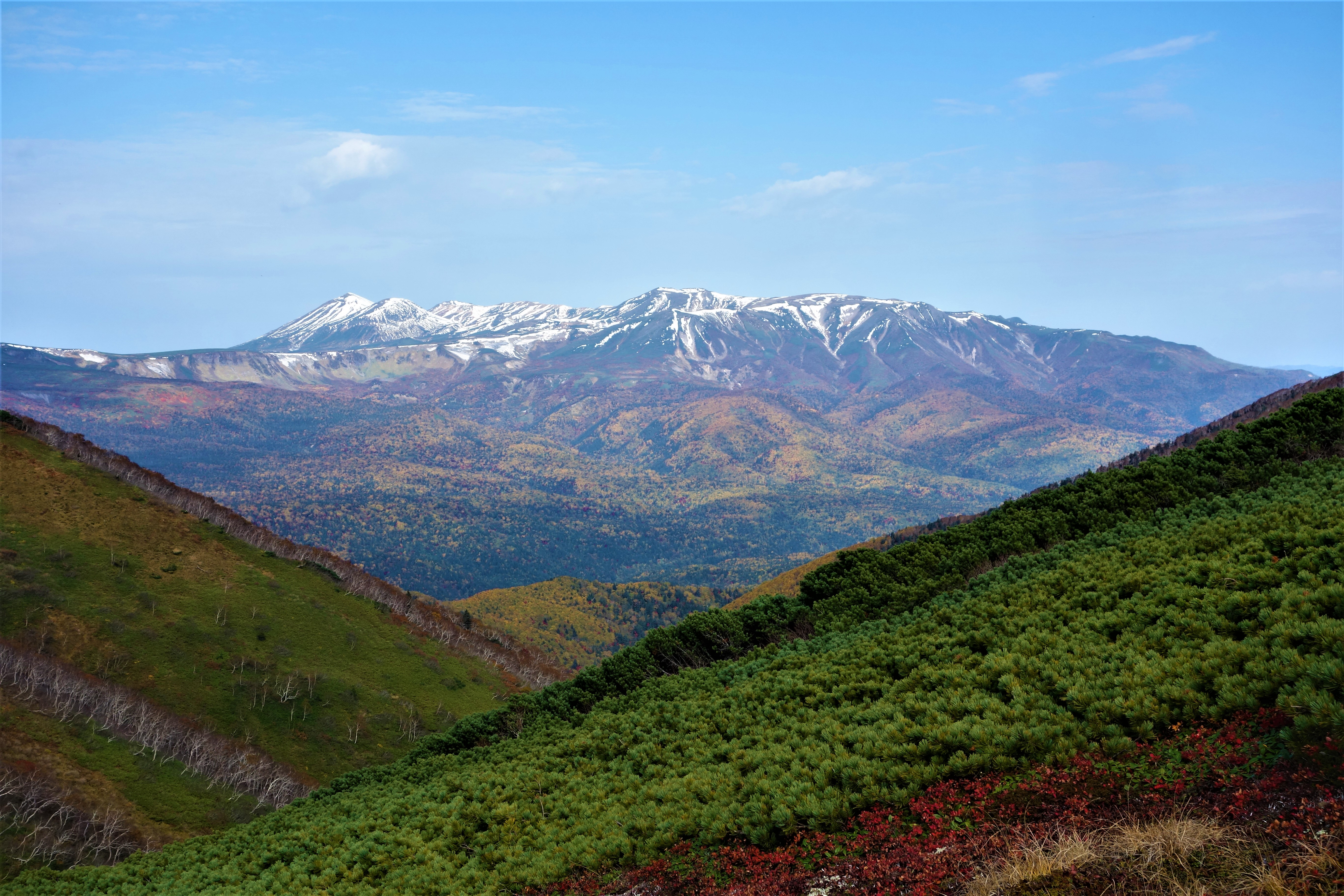
石狩の肩からの大雪山
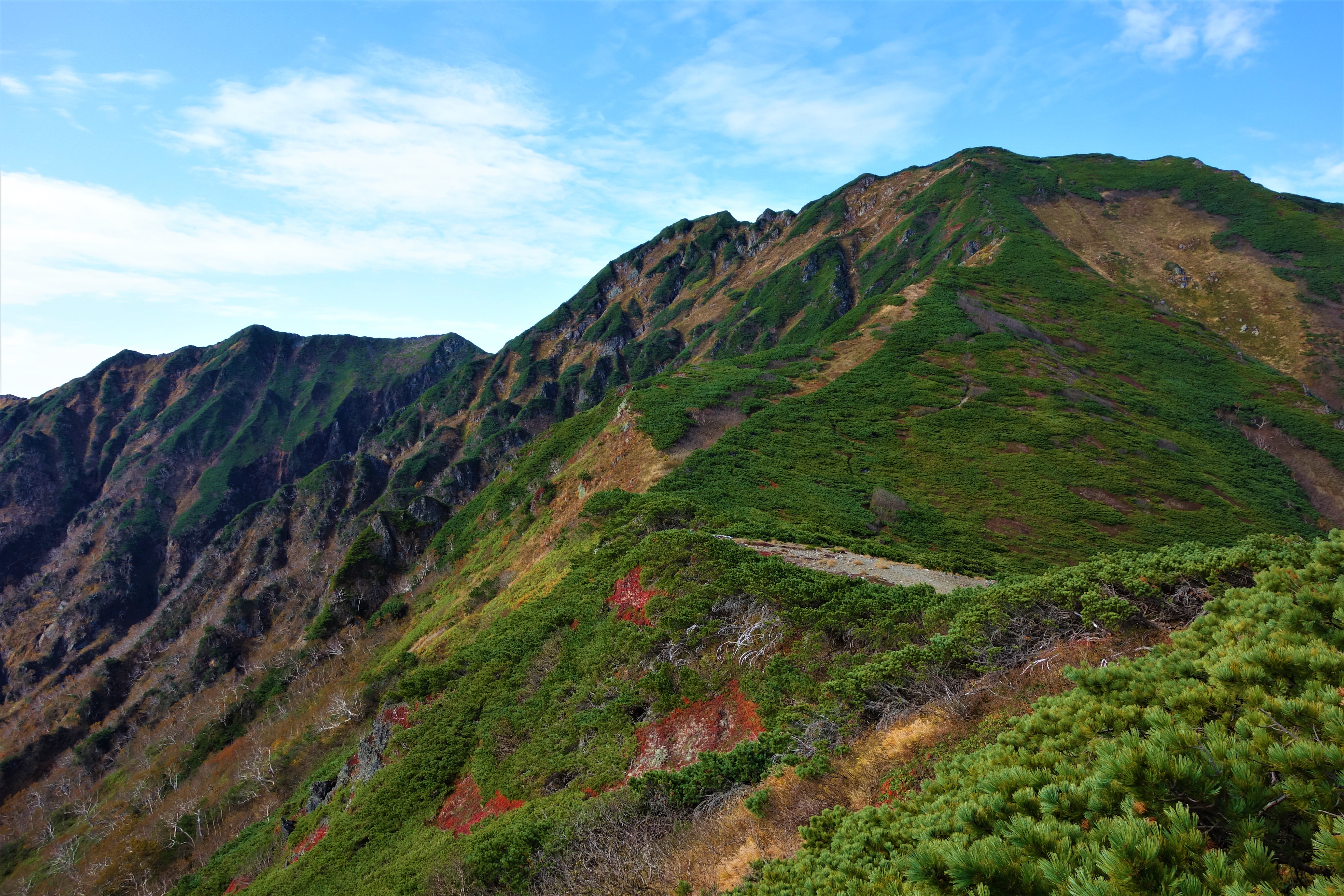
石狩の肩からの石狩岳
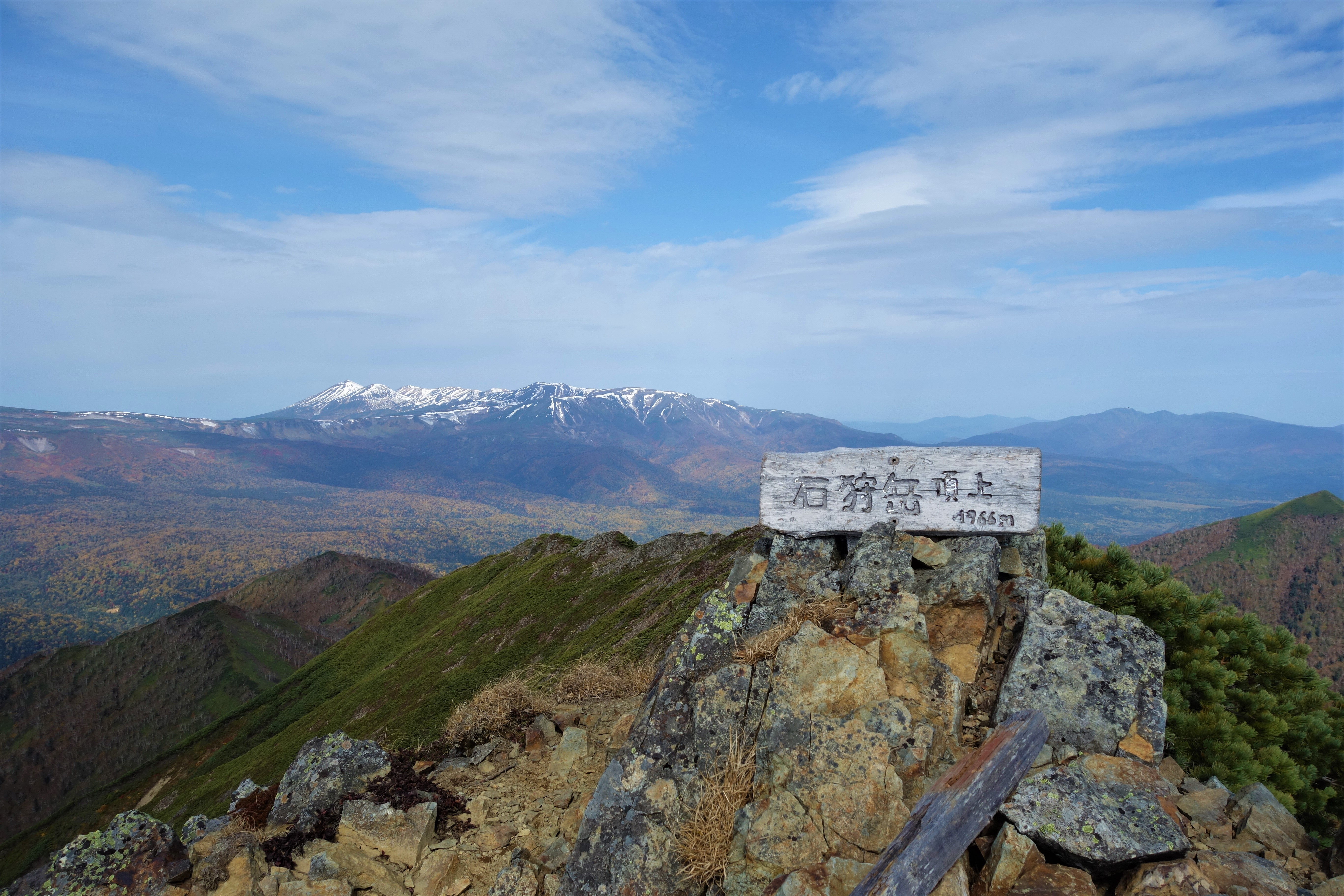
石狩岳山頂
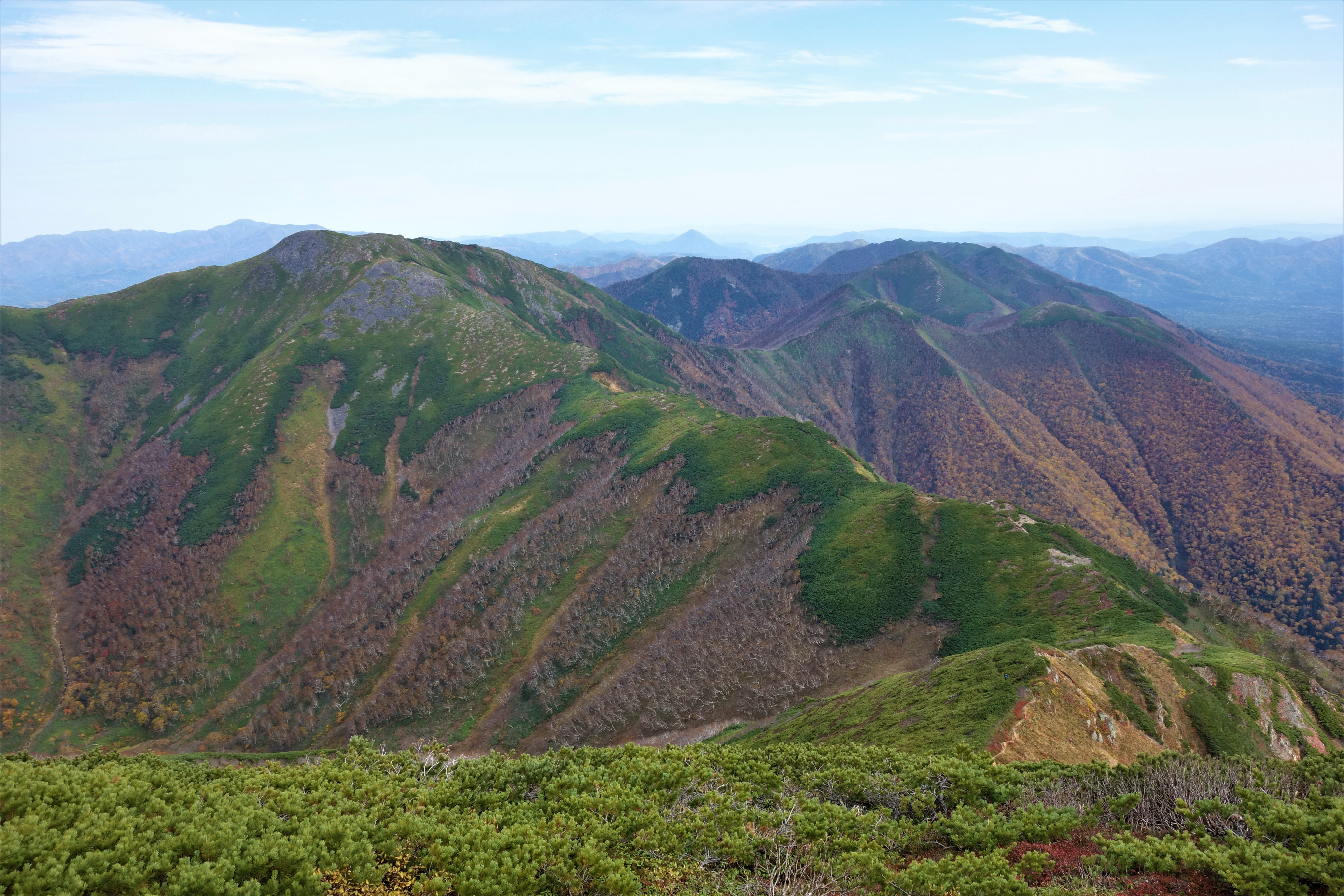
石狩岳から見た音更山とユニ石狩岳
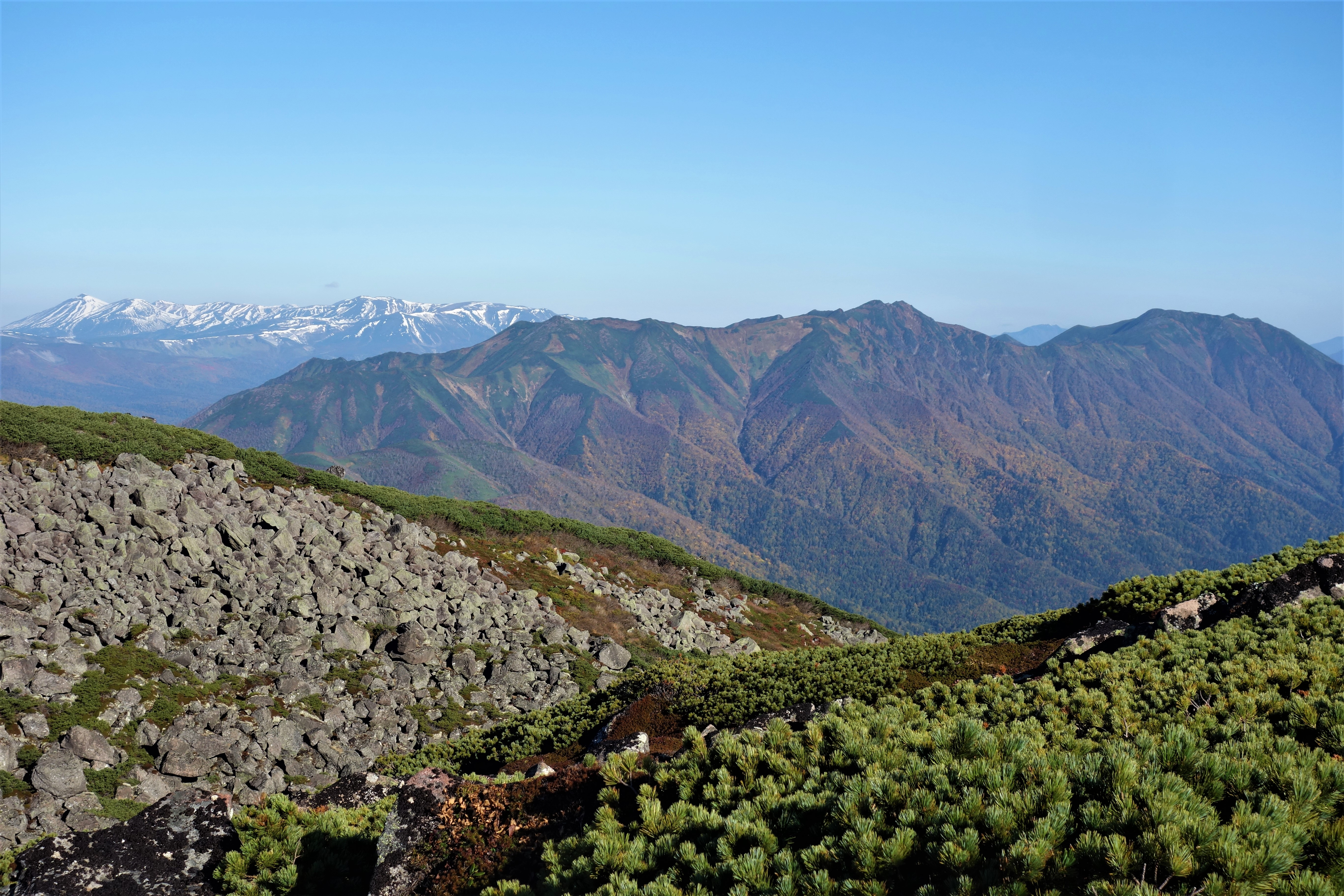
ニペソツ山（前天狗）からの大雪山と石狩岳

## 周辺の山
- 音更山
- ユニ石狩岳
- ニペソツ山
- ウペペサンケ山